# KS Egnatia
KS Egnatia är en albansk fotbollsklubb från Rrogozhina i Albanien, grundad 1964. Från och med 1991 var klubben känd under namnet Vullneti, 1998 bytte den namn till sitt nuvarande namn KS Egnatia. 

## Meriter

### Inrikes
Liga
- Kategoria Superiore (nivå 1)
  - Vinnare (2): 2023/24, 2024/25
- Kategoria e Parë (nivå 2)
  - Vinnare (2):  2002/03, 2020/21

Cup
- Albanska cupen
  - Vinnare (2): 2022/23, 2023/24
- Albanska supercupen
  - Vinnare ():

## Placering tidigare säsonger
| Säsong    | Nivå | Liga                     | Placering | Referens |
| --------- | ---- | ------------------------ | --------- | -------- |
| 2017/2018 | 2    | Kategoria e Parë (A gr.) | 2         | [ 1 ]    |
| 2018/2019 | 2    | Kategoria e Parë (B gr.) | 5         | [ 2 ]    |
| 2019/2020 | 2    | Kategoria e Parë (A gr.) | 5         | [ 3 ]    |
| 2020/2021 | 2    | Kategoria e Parë (B gr.) | 1         | [ 4 ]    |
| 2021/2022 | 1    | Kategoria Superiore      | 8         | [ 5 ]    |
| 2022/2023 | 1    | Kategoria Superiore      | 3         | [ 6 ]    |
| 2023/2024 | 1    | Kategoria Superiore      | 1         | [ 7 ]    |
| 2024/2025 | 1    | Kategoria Superiore      | 1         | [ 8 ]    |